# はたけ (ミュージシャン)
はたけ（1968年8月17日 - ）は、日本のミュージシャン、音楽プロデューサー。大阪府大阪市東住吉区出身。本名は畠山 俊昭（はたけやま としあき）。所属事務所はジェイピィールーム（アップフロントグループ）。

## 人物
シャ乱Qのリーダーでギタリスト。シャ乱Qは2000年12月に活動休止したが、2006年に活動を再開した。
歌謡曲はもちろんハードロックから演歌まで幅広い音楽性を活かし、シャ乱Q時代から工藤静香、森進一、真琴つばさなど数多くのアーティストへ楽曲提供も行っているほか、ASAYANからデビューした平家みちよを皮切りにプロデュース業も行った。カーマイン・アピス、ドン・ドッケン、ザック・ワイルド、ポール・ギルバートら日本国外のミュージシャンとのレコーディングやセッションも多く行っている。
Twitterやセカンドライフなどのデジタルコンテンツにも精通しており、ミュージシャンでは初の月刊アスキーの表紙を飾った。
アーティスト独自の視点を活かし、プロデューサー自らPVやアーティスト写真などの企画、撮影、編集を行う事もある。
2012年10月1日付で、所属事務所を アップフロントエージェンシー から ジェイピールーム に変更。 
近年は料理の才能を発揮し、クックパッドにマイキッチンを設置している。きっかけはさんまのまんま出演時に明石家さんまに焼きラーメンを作ったところ、好評だったため。『月曜から夜ふかし』『有吉反省会』などでも取り上げられた。

## 音楽の特徴
シャ乱Q楽曲の編曲では、ギターのパートをヘヴィメタル風にすることもある。
一方、楽曲製作面では、つんくプロデュースの楽曲（「ズルい女」「いいわけ」など）は比較的アップテンポなものが多いことに対し、はたけプロデュースの楽曲（「空を見なよ」「シングルベッド」など）は、スローテンポなバラードが多い。
しゅうの脱退以降は、ベースを使用するようになる。平家みちよの楽曲製作では、ピアノも使用していた。

## ディスコグラフィ
※ ソロ活動のみを記載。

### 参加作品
- ズルい女 - 「華原朋美 feat.  はたけ（シャ乱Q）」名義、華原のカバーアルバム『MEMORIES 3 -Kahara Back to 1995-』（2015年12月2日発売）に収録[1]

## 楽曲提供
市井紗耶香 in CUBIC-CROSS
- 「マエ、ススメ。」（2002年、作曲・編曲）
- 「Same Time」（2002年、作曲・編曲）

内田有紀
- 「key」（1995年、作曲）

小川真奈
- 「一人ぼっちの私」（2010年、作曲）

音楽ガッタス
- 「恋占い通りにはならないわ」（2008年、作曲）

加藤紀子
- 「Truth」（1995年、作曲）
- 「Believe Yourself」（1996年、作曲）

Coming Century
- 「STAY GOLD」（1996年、作曲）

℃-ute
- 「「残暑 お見舞い 申し上げます。」」（2009年、作曲）

キング・クリームソーダ
- 「ばんざい!愛全開!」（2017年、作曲）

工藤静香
- 「微熱」（1997年、作曲）
- 「例えば」（1997年、作曲）
- 「Blue Velvet」（1997年、作曲・編曲）
- 「カーマスートラの伝説」（1997年、作曲・編曲）
- 「虹」（1997年、作曲・編曲）
- 「delusion -妄想-」（1998年、作曲・編曲）
- 「away」（1998年、作曲・編曲）
- 「It's OK」（1998年、作曲・編曲）
- 「Pop corn」（1998年、作曲・編曲）
- 「Who Knows」（1998年、作曲・編曲）
- 「doggie」（1998年、作曲・編曲）
- 「ノスタルジア」（1998年、作曲・編曲）
- 「glacier -氷河-」（1998年、作曲・編曲）

GREEN FIELDS
- 「Boys be ambitious!」（2012年、作曲・編曲）

後藤真希
- 「横浜蜃気楼」（2004年、作曲）
- 「BLUE ISLAND」（2004年、作曲）
- 「きっと彼氏が出来る方法」（2006年、作曲）

THE ポッシボー
- 「卒業式〜大人になる1ページ」（2008年、作曲）

天童よしみ
- 「いただきます」（1999年、作曲・編曲）

NOMA
- 「ローマは一日にして成らず」（1997年、作曲）
- 「ホロリ・ロンリー」（1997年、作曲）

美勇伝
- 「恋のヌケガラ」（2004年、作曲）

V6
- 「ロマンスじゃ全部を語れない」（1996年、作曲）

平家みちよ
- 「GET」（1997年、作曲・編曲）
- 「プリペアー」（1997年、作曲・編曲）
- 「卒業 〜TOP OF THE WORLD〜」（1998年、編曲）
- 「支えてくれなくちゃ」（1998年、作曲・編曲）
- 「Start!」（1998年、作曲・編曲）
- 「スキップ」（1998年、作曲・編曲）
- 「オンナのエボリューション」（1998年、作曲・編曲）
- 「ふりむかないで」（1998年、作曲・編曲）
- 「ひとりぐらし」（1998年、作曲・編曲）
- 「赤い月」（1998年、作曲・編曲）
- 「Teenage Dream」（1998年、作曲・編曲）
- 「Hey! Hey! Girls Soul」（1998年、作曲・編曲）
- 「ダイキライ」（1998年、作曲・編曲）
- 「Fall the rain」（1998年、作曲・編曲）
- 「だけど 愛しすぎて」（1998年、作曲・編曲）
- 「強くならなくちゃ…ね」（1998年、作曲・編曲）
- 「深呼吸しよう!」（1998年、作曲・編曲）
- 「アナタの夢になりたい」（1999年、作曲・編曲）
- 「春だよ」（1999年、作曲・編曲）
- 「scene」（1999年、作曲・編曲）
- 「return」（1999年、作曲・編曲）
- 「myself」（2000年、作曲・編曲）

真琴つばさ
- 「Take Off」（2010年、作曲・編曲）
- 「偽りの罠」（2010年、作曲・編曲）

真野恵里菜
- 「この胸のときめきを」（2009年、作曲、畠山俊昭名義）
- 「ハッピーバースディ・ママ」（2009年、作曲、畠山俊昭名義）
- 「OSOZAKI娘」（2009年、作曲、畠山俊昭名義）
- 「まつ毛の先に君がいる」（2009年、作曲、畠山俊昭名義）
- 「おやすみなさい」（2009年、作曲、畠山俊昭名義）
- 「元気者で行こう!」（2010年、作曲、畠山俊昭名義）
- 「家へ帰ろう」（2010年、作曲、畠山俊昭名義）
- 「Ambitious Girls」（2010年、作曲、畠山俊昭名義）
- 「嵐の前のキャンドル」（2010年、作曲、畠山俊昭名義）
- 「Glory days」（2012年、作曲）
- 「I have a dream」（2012年、作曲・編曲）
- 「あなたがいるから」（2012年、作曲・共編曲：HEYSKE）
- 「青空が笑ってる」（2012年、作曲）

メロン記念日
- 「キライ、スキ スキ スキ ホント、ウソ ウソ ウソ」（2004年、作曲）
- 「愛してはいけない…」（2004年、作曲）
- 「ラストシーン」（2004年、作曲）
- 「ほとんどがあなたです。」（2005年、作曲）

森進一
- 「夜の無言(しじま)」（1996年、作曲）
- 「再愛」（1996年、作曲）

湯原昌幸
- 「夜…少し前」（2001年、作曲）

### テレビアニメ
- 『魔術士オーフェン』サウンドトラック
- 『新・美味しんぼ2〜劇場版〜』サウンドトラック
- 『金田一少年の事件簿3』サウンドトラック
- 『鉄甲機ミカヅキ』サウンドトラック(ミカヅキ交響楽団名)

## 参加バンド
- シャ乱Q
- Rose of Rose
- Q

## テレビ番組
- バイキング (フジテレビ)
  - 「坂上忍とシャ乱Qはたけの時短!簡単!節約!晩ごはん Presented by ライオン」 - 2016年12月19日から不定期[2][3]

## ラジオ番組
- ロックン天国（NHK-FM、1996年1月13日 - 1997年3月22日）

## 映画
- デイズ 私がアイツになった時…（2013年6月14日公開） - 日野俊二 役[4]